# Apocynum pictum
Apocynum pictum là một loài thực vật có hoa trong họ La bố ma. Loài này được Schrenk mô tả khoa học đầu tiên năm 1844.